# Henrietta (Texas)
Henrietta is een plaats (city) in de Amerikaanse staat Texas, en valt bestuurlijk gezien onder Clay County.

## Demografie
Bij de volkstelling in 2000 werd het aantal inwoners vastgesteld op 3264.
In 2006 is het aantal inwoners door het United States Census Bureau geschat op 3267, een stijging van 3 (0.1%).

## Geografie
Volgens het United States Census Bureau beslaat de plaats een oppervlakte van
12,3 km², waarvan 12,2 km² land en 0,1 km² water. Henrietta ligt op ongeveer 278 m boven zeeniveau.

## Plaatsen in de nabije omgeving
De onderstaande figuur toont nabijgelegen plaatsen in een straal van 28 km rond Henrietta.

## Geboren
- Chuck Stewart (1927-2017), jazz-fotograaf
- Charline Arthur (1929-1987), honky-tonk- en rockabilly-muzikante